# Derailleur
Derailleur er det mest brugte udvendige gearsystem der bruges på cykler. Det består af mekaniske arme som løfter eller flytter en kæde fra et tandhjul af én størrelse til et tandhjul af én anden størrelse.